# La source
La source, Huit chants de lumière is een studioalbum van Minimum Vital.

## Inleiding
Minimum Vital probeerde met dit album hun eigen stijl verder uit te werken. Muziek binnen de progressieve rock en neoprog afwisselen met middeleeuwse invloeden. Musea Records zou ondanks terugloop binnen de progressieve rock toch voldoende vertrouwen houden om de band naar de Studio System in Château-l'Évêque te sturen voor La source en opvolgers. Terugkijkend op dit album werd geconstateerd dat de muziek op het album wordt geplaagd door de iel klinkende synthesizerapparatuur en drummachine van de jaren tachtig. Bovendien bleek het bestemd voor een kleine groep liefhebbers van deze muziekstijl. Het album bevat grotendeels instrumentale muziek, als er gezongen wordt is dat niet een oud dialect dan wel zelf verzonnen taal.

## Musici
- Thierry Payssan – toetsinstrumenten
- Jean-Luc Payssan – gitaren, zang, percussie
- Eric Rebeyrol – basgitaar
- Christophe Godet – drumstel, drummachine

Met Antoine Guerber en Jacki Whitren - zang

## Muziek
| Nr. | Titel                                    | Duur |
| --- | ---------------------------------------- | ---- |
| 1.  | Danse des voeux (Payssan, Payssan)       | 7:00 |
| 2.  | La villa emo (Payssan, Payssan)          | 5:26 |
| 3.  | Les mondes de Miranda (Payssan, Payssan) | 7:48 |
| 4.  | Ann dey floh (Payssan, Payssan)          | 6:57 |
| 5.  | Tabou (Payssan, Payssan)                 | 9:10 |
| 6.  | Ce qui soustient (Guillaume de Machaut)  | 2:27 |
| 7.  | Mystical west (Payssan, Payssan)         | 7:03 |
| 8.  | La source- final (Payssan, Payssan)      | 1:35 |